# Kisielowsk
Kisielowsk (ros. Киселёвск) – miasto w Rosji (obwód kemerowski), w Kuźnieckim Zagłębiu Węglowym.
Miasto jest ośrodkiem wydobycia węgla kamiennego. W mieście rozwinął się przemysł maszynowy, spożywczy, materiałów budowlanych oraz obuwniczy.
Liczba mieszkańców w 2020 roku wynosiła ok. 86 tys.

## Galeria

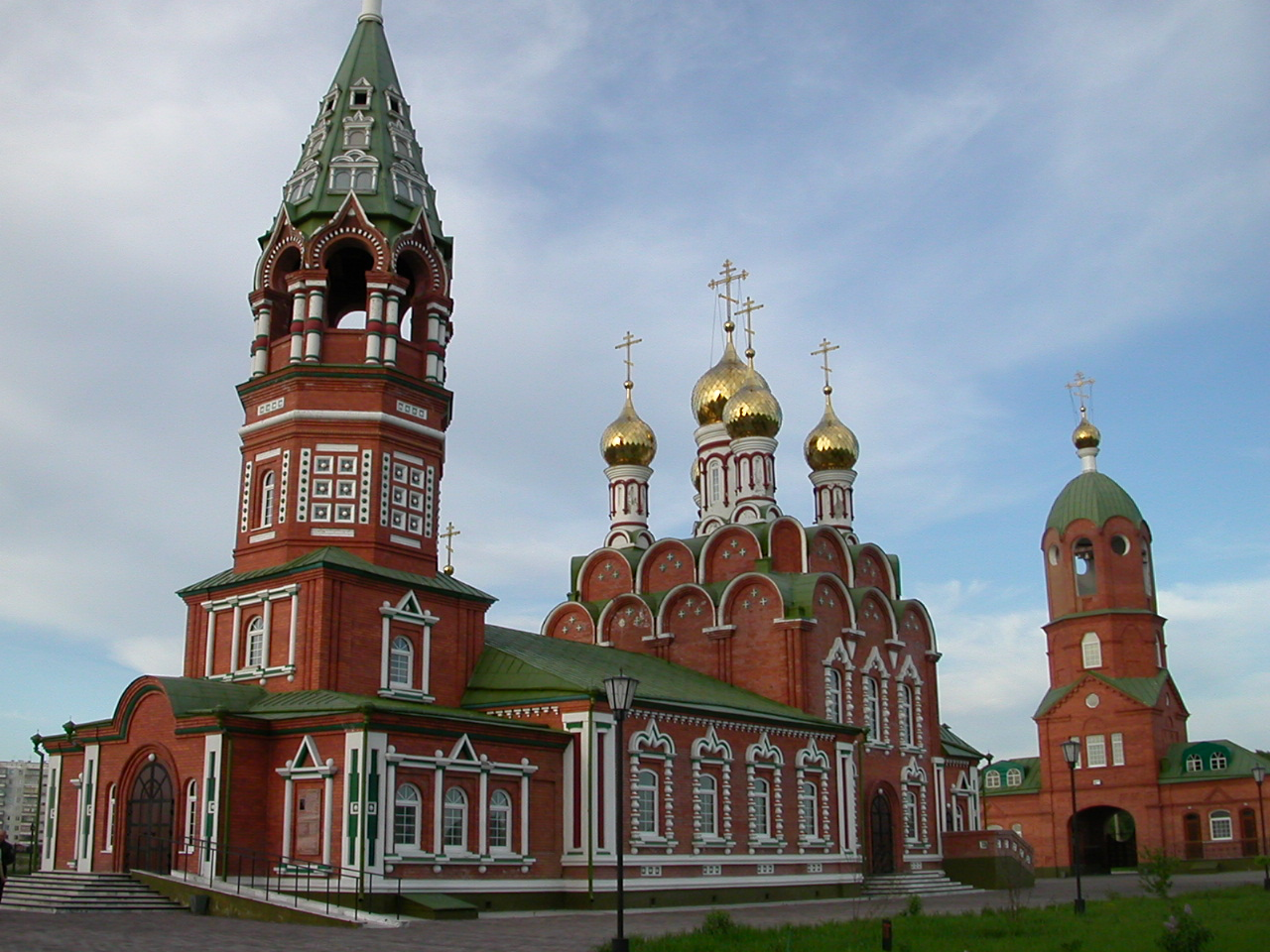
Cerkiew Ikony Matki Bożej Szybko Wysłuchującą Prośby
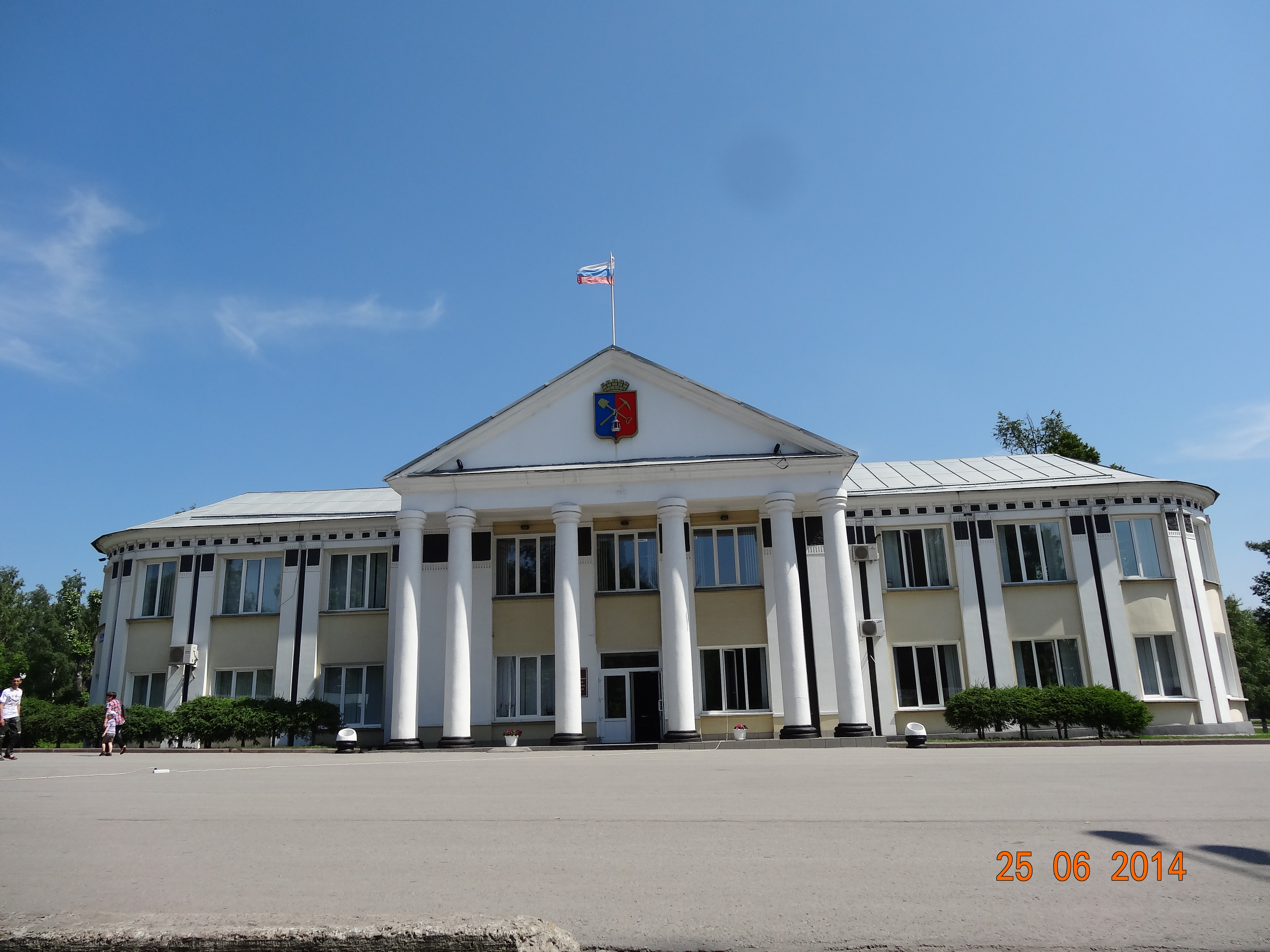
Biały Dom Urząd miejski
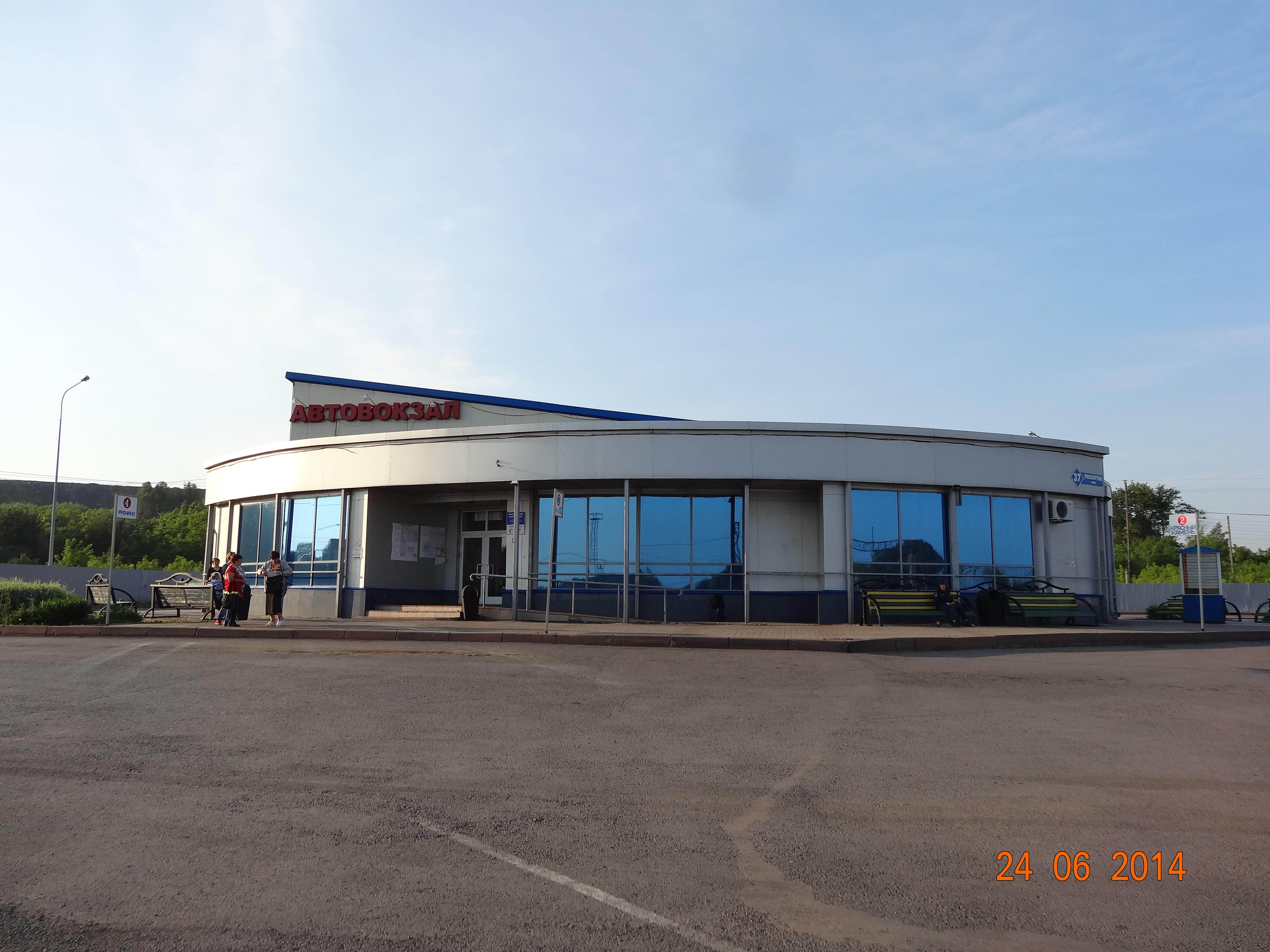
Stacja autobusowa
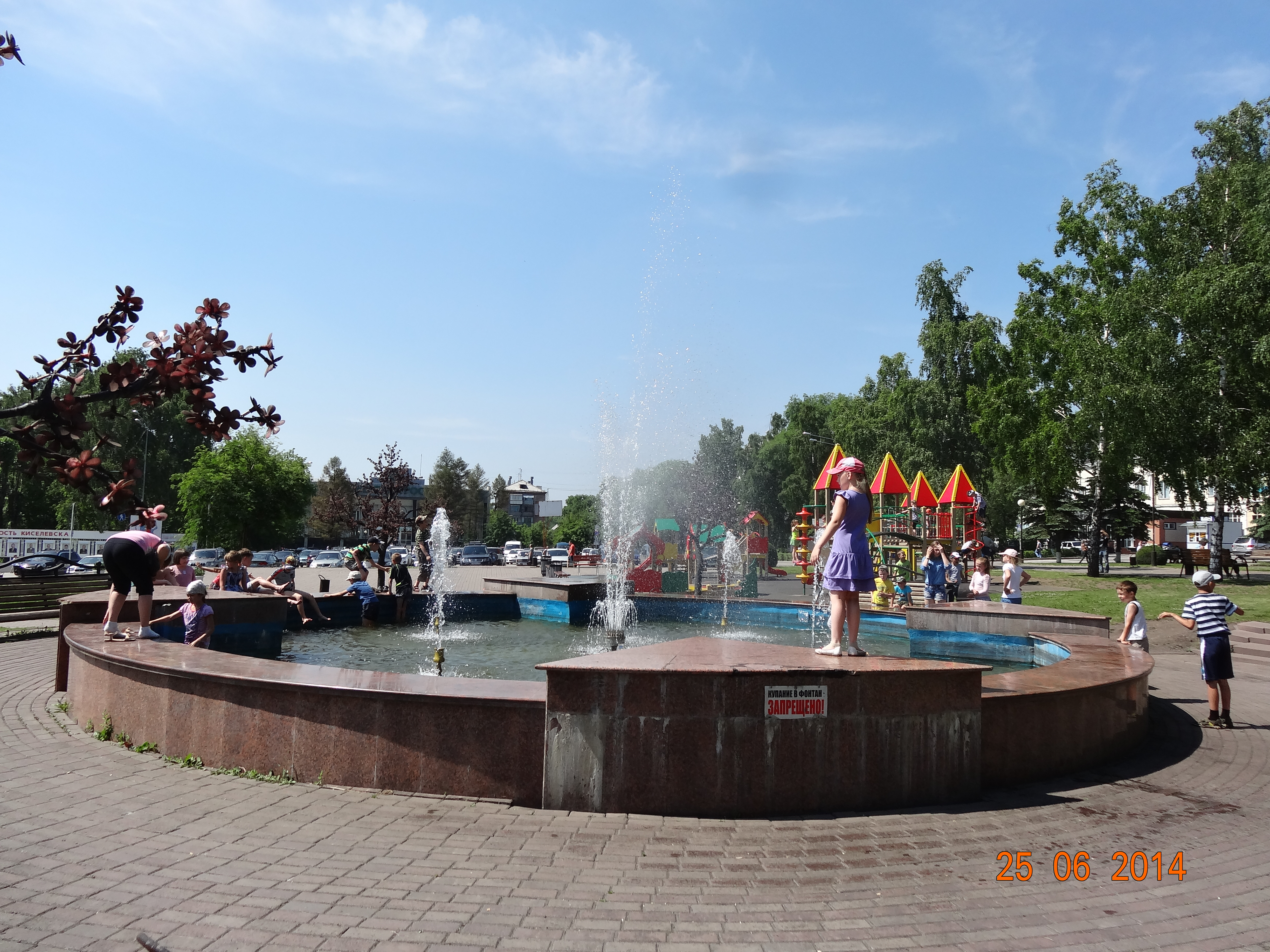
Fontanna
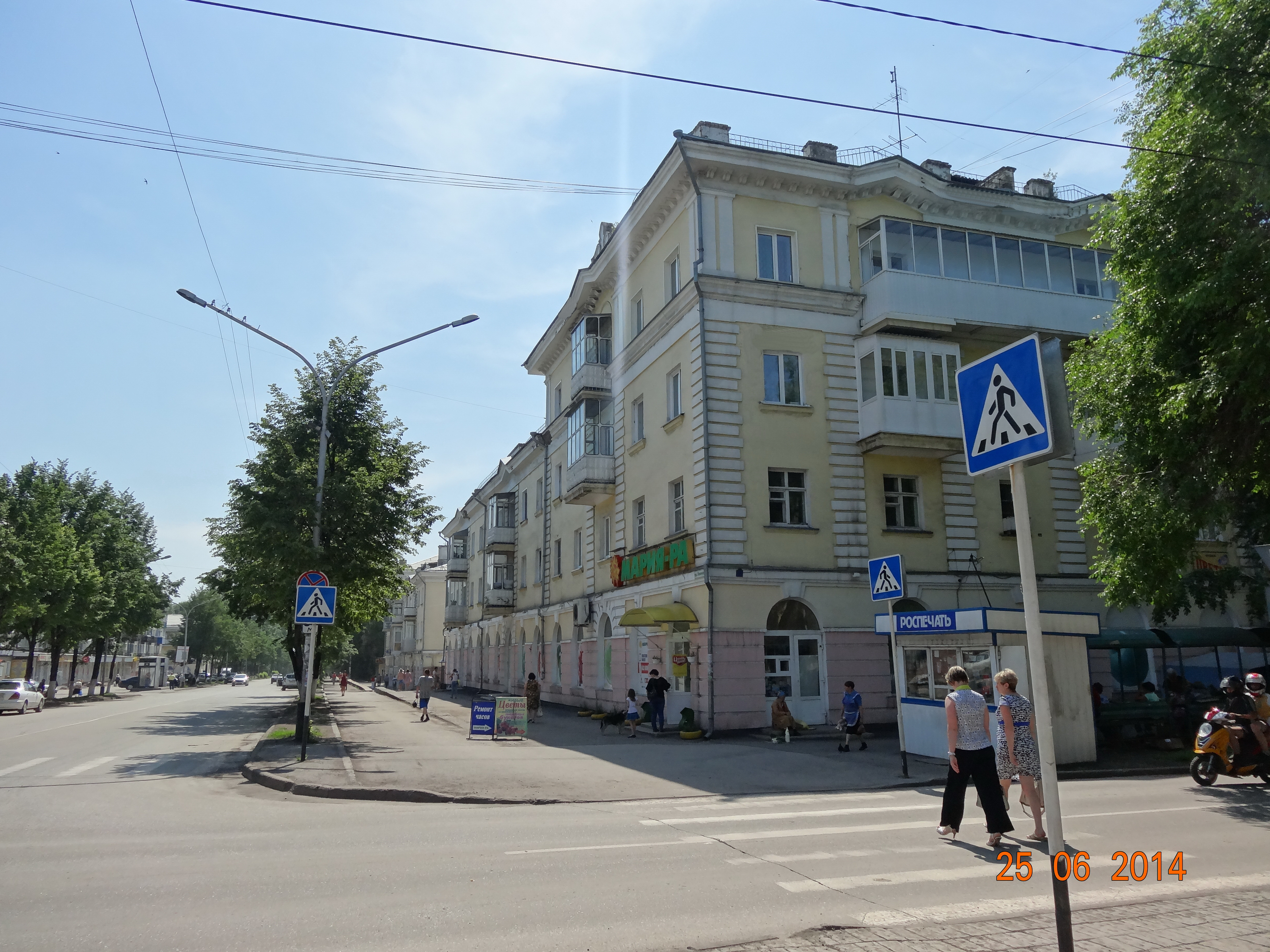
Restauracja